# David Geber
David Geber ist ein US-amerikanischer Cellist und Musikpädagoge.
Der Sohn des Cellisten Edwin Geber und der Cellolehrerin Gretchen Geber und Bruder des Cellisten Stephen Geber studierte an der  Eastman School of Music und an der Juilliard School. Seine Lehrer waren Ronald Leonard, Claus Adam und Robert Mann. Er war Gründungsmitglied des American String Quartet, dem er von 1974 bis 2002 angehörte. Sein besonderes Interesse gilt der zeitgenössischen Musik, und er spielte zahlreiche Uraufführungen von Werken für unterschiedliche kammermusikalische Besetzungen. Als Solist trat er u. a. in  Tanglewood und dem Aspen Music Festival and School, mit dem Philadelphia Orchestra und dem Montreal Symphony Orchestra auf.  Er wurde u. a. mit dem Walter W. Naumburg Award und dem Coleman Chamber Music Prize ausgezeichnet.
Seit 1984 unterrichtet Geber an der Manhattan School of Music, wo er die Fakultät für Kammermusik leitet. Außerdem gibt er Kurse an der Music Academy of the West in Santa Barbara, am Tanglewood Music Center, dem Aspen Music Festival and School, der Meadowmount School of Music, am National Arts Centre of Canada und am Heifetz International Music Institute. Er wirkte als Juror an internationalen Streicherwettbewerben mit und ist Vizepräsident der Walter W. Naumburg Foundation und Vorstandsmitglied der Kronberg Cello Academy. Geber spielt ein Cello aus der Werkstatt von Giovanni Battista Rogeri von 1667.